# NRZ
La forma més freqüent i fàcil de transmetre senyals digitals és mitjançant la utilització d'un nivell diferent de tensió per a cada un dels bits. Els codis que segueixen aquesta estratègia comparteixen la propietat que el nivell de tensió es manté constant durant la durada del bit, és a dir, no hi ha transicions (no hi ha retorn al nivell zero de tensió). Per exemple l'absència de tensió es pot utilitzar per representar un 0 binari, mentre que un nivell constant i positiu de tensió pot representar l'1.

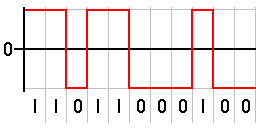
Codificació del senyal binari amb polsos rectangulars

A les telecomunicacions, es denomina codi NRZ perquè el voltatge no torna a zero entre bits consecutius de valor un.
Mitjançant l'assignació d'un nivell de tensió a cada símbol se simplifica la tasca de descodificar un missatge. Aquesta és la teoria que desenvolupa el codi NRZ (non return to zero). La descodificació en banda base es considera com una disposició diferent dels bits del senyal on / off, d'aquesta manera s'adapta el senyal al sistema de transmissió utilitzat. Per a això s'empren els codis tipus NRZ.
Una classificació atenent a les modulacions situaria el codi NRZ dins de les portadores digitals i les moduladores digitals com els codis Manchester, bifase, RDSI, etc.u etc
Atenent a la forma d'ona binària es poden classificar aquests codis com unipolars (el voltatge que representa els bits varia entre 0 volts i + 5volts). Aquest tipus de codi no és recomanable en llargues distàncies principalment per dos motius: en primer lloc presenten nivells residuals de corrent continu i en segon lloc per la possible absència de suficients nombres de transicions de senyal que permetin la recuperació fiable d'un senyal de temporització.
Els polars desplacen el nivell de referència del senyal reduint a la meitat la diferència de potencial necessària amb referència a la unipolar.
En el receptor i el transmissor s'ha d'efectuar un mostreig d'igual freqüència.
Aquest codi no és autosincronitzador, i la seva principal avantatge és que a l'emprar polsos de llarga durada requereix menor amplada de banda que altres sistemes de codificació que emprenes polsos més curts.
Dins dels codis NRZ s'estableix una classificació, podent tractar codis del tipus NRZ-L o NRZ-I.

## NRZ-L

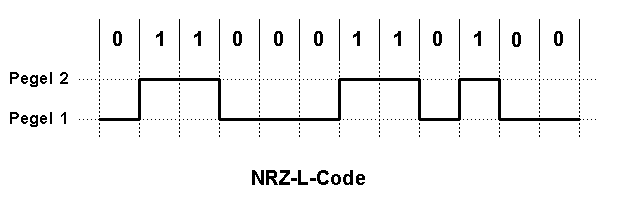
Codi NRZ-L

La tasca del codi NRZL (No Retorn a Zero) és simplificar la descodificació d'un missatge assignant un nivell de tensió a tot els símbols que el componen. La descodificació en banda base duu a terme una disposició diferent dels bits del senyal on/off', i d'aquesta manera s'adapta el senyal al sistema de transmissió utilitzat.
Per aquest motiu, s'empren els codis tipus NRZ. El codi NRZ (no retorn a zero) pot dividir-se en codi polar o codi no polar. 'Polar' fa referència a una assignació a tensions de +V i -V, i 'no polar' es refereix a una assignació de tensió de + V i 0, pels valors binaris corresponents de '0' i '1'.
El codi NRZ és una forma de codificar i mapejar un codi binari en el qual els “uns” estan representats amb una tensió positiva, mentre que els zeros són representats per una tensió negativa, sense cap altra condició, neutra o de repòs.

## NRZ-I

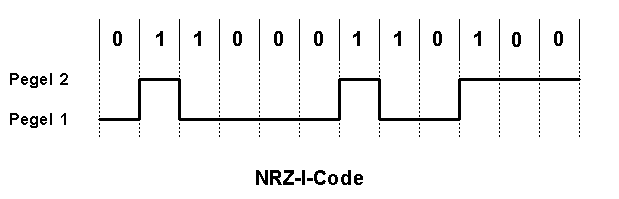
Codi NRZI

El codi NZRI (No Retorn al Zero Invertit) és una forma de codificar i mapejar un senyal binari per un senyal digital per tal de transmetre'l a través d'un mitjà, i és menys usat que el codi NRZ.
Els senyals NRZI poden tenir una transició si estan transferint un 1 lògic i no en tenen si el que transmeten un 0 lògic (cal tenir en compte que el sistema binari és un sistema de numeració compost només pel 0 i l'1).
El codi de l'NRZI és un codi molt similar al que fan servir els USB, els CD’s o el Fast Ethernet. Ara bé, si l'NRZI pren la senyalització dels USB, la transició es produiria en la senyalització del 0, mentre que en l'1 hi ha un nivell constant.
Algoritme
```
Si el bit és 0
```

El senyal es manté com està
```
Si el bit és 1
```

El senyal varia, és a dir, si està a nivell baix passa a ser de nivell alt, i viceversa. 
Així doncs, si tenim un flux d'informació que conté la seqüència "10110010" i s'inicia el senyal a nivell alt, els nivells transmesos amb NRZI són "baix, baix, alt, baix, baix, baix, alt, alt", tenint en compte que en transmetre un 0 no es produeix transició i en l'1 s'inverteix la transmissió.

## Característiques
- Detecció de possibles errors que poden sorgir en la codificació del missatge
- NRZ-I és més eficaç davant sorolls i errors del cablejat.
- Facilitat de sincronització
- Facilitat d'implementació.
- Ús eficaç d'amplada de bandes.

## Aplicacions
La seva principal aplicació és l'enregistrament magnètic, però són massa limitats per a la transmissió de senyals.

## Problemes
Un dels problemes que presenta aquest codi es fonamenta en la longitud de les seqüències d'uns i zeros. En aquests casos el receptor necessita sincronitzar-se i de la mateixa manera arribar a comprovar que existeixi un senyal o no.
Si un senyal, ja sigui positiu o negatiu, roman massa estona en un dels dos nivells durant la transmissió, es pot produir al que es coneix com el desplaçament de la línia base, que dificulta al receptor la descodificació de la informació.
Un altre dels aspectes negatius recau en el mètode que s'ha d'efectuar per dur a terme el sincronisme entre emissor i receptor. Per tal que això passi, és necessari que hi hagin canvis continus en el senyal, però quan apareixen les cadenes d'uns o de zeros, això es dificulta, ja que mantenen la tensió a nivells alts o baixos durant llargs períodes i llavors podríem produir, com hem mencionat abans, un desplaçament de la línia base.
- És susceptible a interferències.
- Els límits entre bits individuals poden perdre’s en transmetre de forma consecutiva seqüències llargues de 1 o 0.

## Taula de codis NZR
| Codi | Nom                                                      | Descripció |
| NRZ  | No retorn a zero (Non retorn to Zero)                    | En la codificació del sistema binari, el 0 representa el nivell alt i l'1 el nivell baix                                 |
| NRZI | No retorn al zero invertit (Non retorn to Zero Inverted) | En la codificació del sistema binari, el 0 no produeix transmissió i l'1 envia una transició a nivell positiu i negatiu. |

## Nivell unipolar de no retorn a zero
"Un" està representat per un nivell físic mitjançant una tensió negativa.
"Zero" es representa amb una tensió positiva.
En el llenguatge del rellotge, "un" fa transicions o es manté alt a la vora del rellotge posterior del bit anterior i "zero" transicions o es manté baix a la vora del rellotge posterior del bit anterior, o tot el contrari. Això permet fer sèries llargues sense canvis, cosa que dificulta la sincronització. Una solució és no enviar bytes sense transicions.

## Nivell bipolar sense retorn a zero
"Un" es representa amb una tensió negativa.
"Zero" es representa amb una tensió positiva.
En el nivell NRZ bipolar, la tensió "oscil·la" de positiu a negatiu a la vora posterior del cicle de rellotge de bits anterior.

## Espai sense retorn a zero
Espai sense retorn a zero cap canvi en el nivell físic representa un. El canvi de nivell físic representa zero.
En llenguatge de rellotge, el nivell passa a la vora del rellotge posterior del bit anterior per representar un "zero".
Aquest "canvi a zero" l'utilitzen el Control d'enllaç de dades d'alt nivell i l'USB. Ambdós eviten períodes llargs sense transicions (fins i tot quan les dades contenen seqüències llargues d'1 bit) mitjançant la inserció de bits zero. Els transmissors HDLC insereixen un bit 0 després de cinc bits 1 contigus (excepte quan transmeten el delimitador de trama "01111110"). Els transmissors USB insereixen un bit 0 després de sis 1 bits consecutius. El receptor de l'extrem llunyà utilitza totes les transicions, tant de 0 bits a les dades com d'aquests 0 bits addicionals que no són de dades, per mantenir la sincronització del rellotge. En cas contrari, el receptor ignora aquests bits 0 que no són de dades.